# Geocalamus modestus
Espèce
Geocalamus modestus est une espèce d'amphisbènes de la famille des Amphisbaenidae.

## Répartition
Cette espèce est endémique de Tanzanie.

## Publication originale
- Günther, 1880 : Description of new species of reptiles from eastern Africa. Annals and Magazine of Natural History, ser. 5, vol. 6, p. 234-238 (texte intégral).